# 사라 다우닝
사라 다우닝(Sara Downing, 1979년 4월 26일 ~ )은 미국의 배우, 텔레비전 배우, 영화배우, 모델이다.
워싱턴 D.C.에서 태어났다.

## 영화
- 아트 오브 서브미션 (2009년)
- 엔드리스 범머 (2009년)
- 툴박스 머더 (2004년)
- 렛츠 (2003년) - 사만다 역
- 하드 캐쉬 (2002년)
- 로스웰 시즌1 (1999년)